# Cmentarz wojenny nr 142 – Ostrusza
Cmentarz wojenny nr 142 w Ostruszy – cmentarz z I wojny światowej, znajdujący się we wsi Ostrusza w gminie Ciężkowice, powiecie tarnowskim, województwie małopolskim. Jeden z ponad 400 zachodniogalicyjskich cmentarzy wojennych zbudowanych przez Oddział Grobów Wojennych C. i K. Komendantury Wojskowej w Krakowie. W IV okręgu Łużna cmentarzy tych jest 27. 

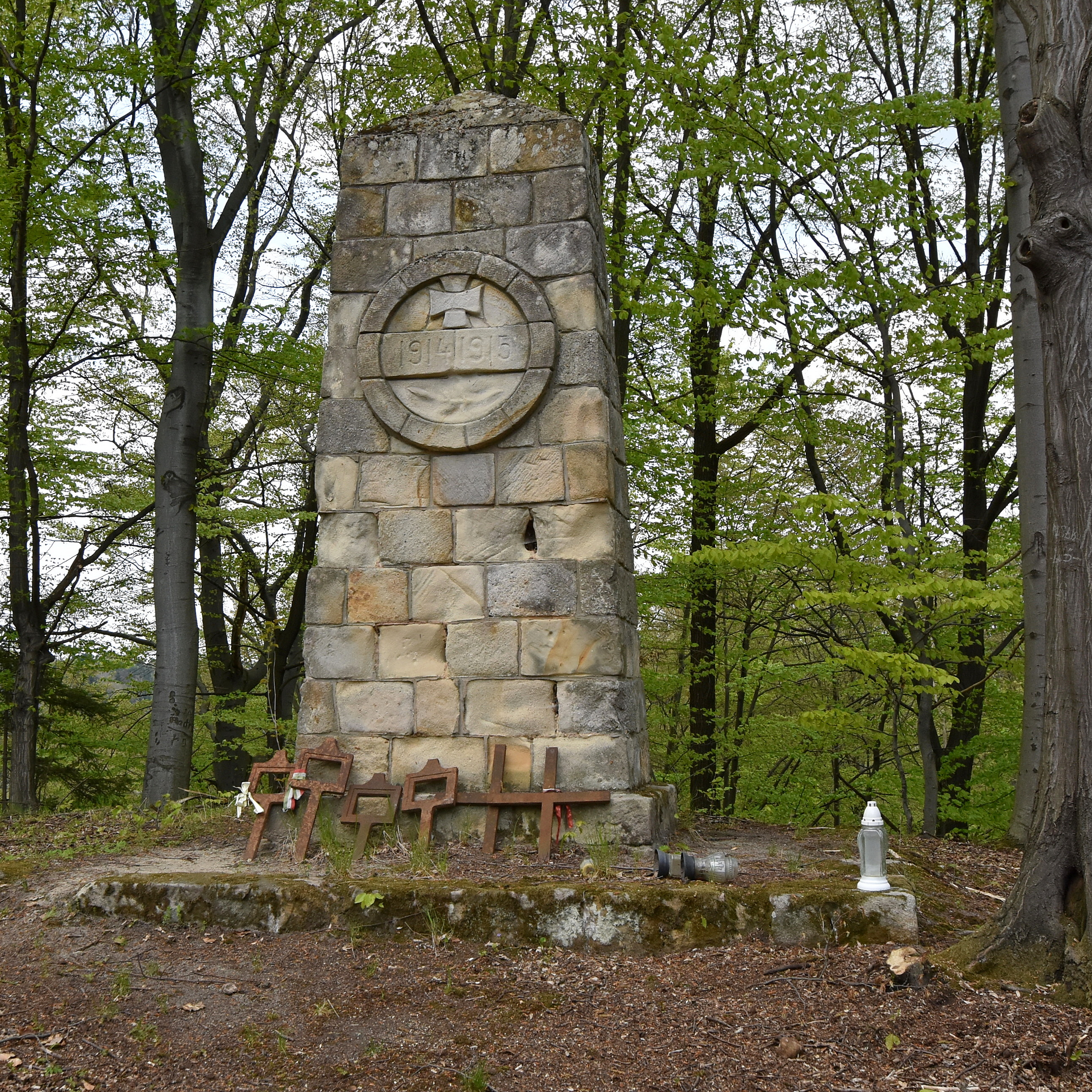
Pomnik główny

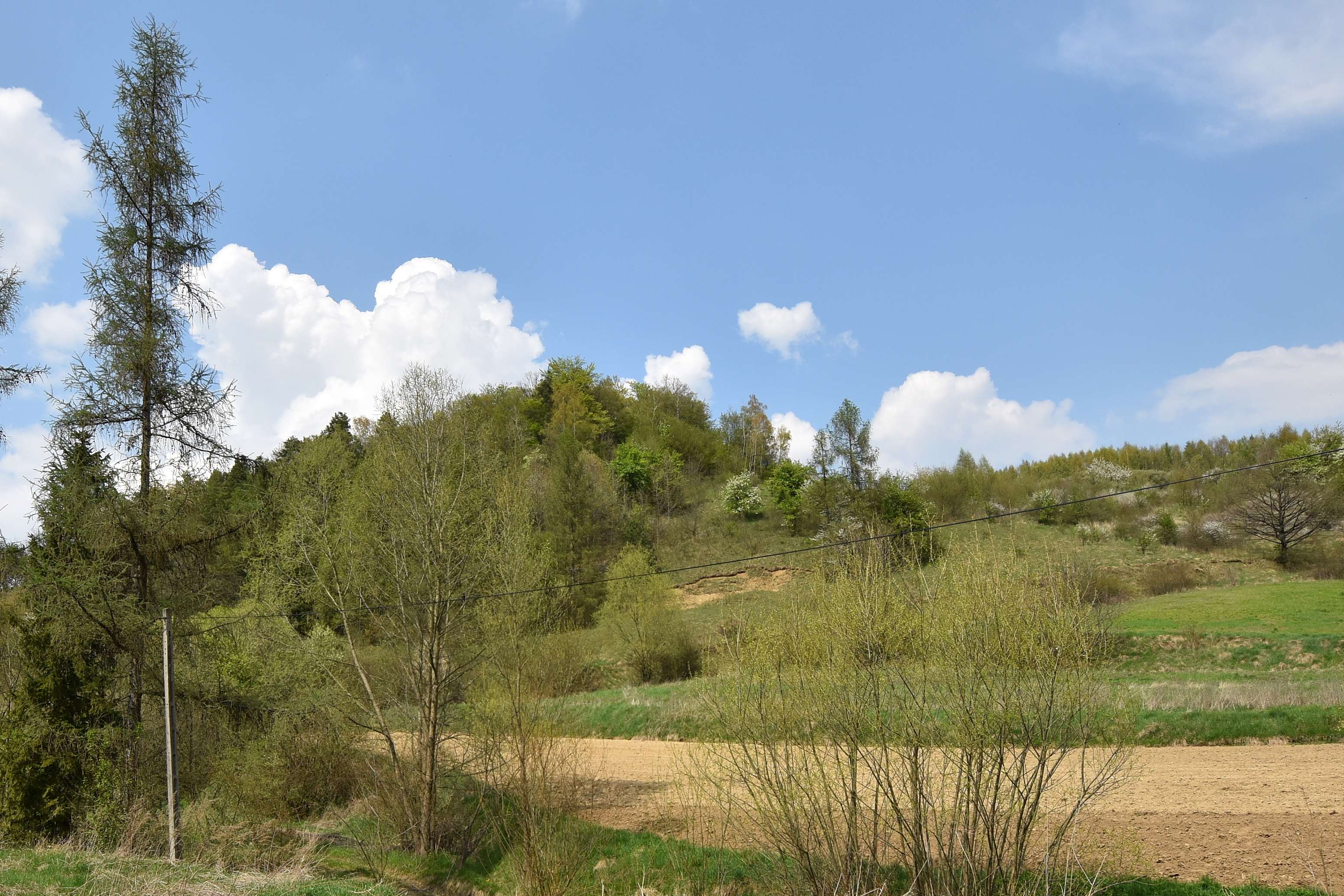
Wzgórze, na szczycie którego jest cmentarz

## Lokalizacja
Cmentarz znajduje się na szczycie niewielkiego, ale stromego wzgórza wznoszącego się po północnej stronie drogi z Ciężkowic przez Ostruszę do Turzy. Wysokość wzgórza wynosi 346 m. Cmentarz ten znajduje się w odległości zaledwie około 300 m od położonego przy samej drodze cmentarza wojennego nr 143 – Ostrusza, jest jednak trudny do odszukania, gdyż wzgórze jest całkowicie porośnięte lasem, zaś prowadząca do niego terenowa droga dochodzi tylko do podnóża wzgórza, a dojście do cmentarza w terenie nie jest w żaden sposób oznaczone. Jedynym orientacyjnym punktem jest stojąca przy szosie powyżej cmentarza nr 142 kapliczka. Obok niej w górę idzie droga szutrowa pomiędzy domami. Nią, a później drogą polną można podejść do podstawy wzgórza, dalej przez las. 

## Opis cmentarza
Jest to niewielki cmentarz na planie prostokąta, założony na szczycie wzgórza, oraz na jego stoku opadającym na południową stronę. Centralny pomnik to murowany z kamienia czworokątny obelisk. Na jednej z jego ścian wykonano z kamienia pierścień, wewnątrz którego jest wykuty krzyż maltański i data 1914–1915. Cmentarz posiadał ogrodzenie w postaci drewnianego płotu. Wewnątrz ogrodzenia od furtki do pomnika centralnego prowadziła alejka, po obydwu stronach której umieszczono dwanaście rzędów grobów. Posiadały osadzone na betonowym cokole stalowe, wykonane z płaskowników krzyże dwóch rodzajów; jednoramienne krzyże łacińskie i dwuramienne krzyże lotaryńskie. Taki wygląd posiadał cmentarz według zachowanej dokumentacji. W maju 2015 r. jest w dużym stopniu zniszczony.
Rudolf Broch i Hans Hauptmann, którzy już w 1918 r. napisali monumentalną monografię o zachodniogalicyjskich cmentarzach I wojny światowej tak opisują ten cmentarz: „Na swym cichym wzgórzu, na które wiedzie niewidoczna z drogi wąska ścieżka, cmentarz wydaje się niezwykle bliski nieba sklepiającego się nad nim i obejmującego go zewsząd swoim świetlistym blaskiem lub łzawą szarością chmur. Głębiej i swobodniej oddycha się mając świadomość, że nie dotrze tam żaden ziemski głos i nie zakłóci spokoju śpiących żołnierzy”. Z opisu wynika, że wzgórze wówczas było bezleśne.

## Polegli
W dwóch grobach zbiorowych i 11 pojedynczych pochowano tu 125 żołnierzy, w tym:
- 76 żołnierzy armii austro-węgierskiej i niemieckiej,
- 49 żołnierzy armii rosyjskiej.

Wśród poległych był 1 kadet i 1 podoficer. Żołnierze ci zginęli 1 stycznia 1915 r., 24–26 kwietnia 1915 r. i 2 maja 1915 r.. Żołnierze armii niemieckiej walczyli w 2 pułku piechoty, austro-węgierskiej w 11. i 22 pułku piechoty honwedów, rosyjskiej w 123 i 124 pułku piechoty.

## Losy cmentarza
Cmentarz wykonano w miejscu pierwszego pochówku, którego dokonali żołnierze chowający swoich poległych kolegów i wrogów w pobliżu okopów. Podjęto decyzję, by z powodu ciężkich warunków terenowych i braku drogi nie przenosić zwłok. Po wygranej bitwie pod Gorlicami i przepędzeniu Rosjan dalej na wschód, monarchia austro-węgierska przystąpiła do budowy cmentarzy. Przekazy miejscowej ludności podają, że cmentarz nr 142 wybudowany został przez jednego tylko jeńca włoskiego. Był to człowiek o niezwykłej sile, który sam obrabiał kamienie i na barkach wynosił je na szczyt wzgórza. Był to przy tym człowiek o bardzo pogodnym i życzliwym charakterze. Odwiedzał okoliczną ludność prosząc o pożywienie, pomagał też jej w pracach. W kilkanaście lat po wojnie odwiedził wybudowany przez siebie cmentarz. Po II wojnie ranga cmentarza w świadomości społeczeństwa i ówczesnych władz zmalała, nie dbano o niego i ulegał w naturalny sposób niszczeniu przez czynniki pogody i roślinność. W maju 2015 r. jego stan jest fatalny: po ogrodzeniu nie ma śladu, wszystkie krzyże odłamane i zabrane (zostały tylko 3 odłamane). Ocalał bez zniszczeń i w dobrym stanie pomnik centralny.